# Orestiada
Orestiada (en griego Ορεστιάδα, antiguamente Ὀρεστιάς, Orestiás) es una ciudad de Grecia situada en la región de Tracia. Es la segunda mayor ciudad de la unidad periférica de Evros, con 21.730 habitantes en 2001.

## Geografía
Orestiada es la ciudad más septentrional y nororiental de Grecia. La ciudad se ubica dos kilómetros al oeste del río Evros, que conforma aquí la frontera con Turquía. Orestiada está 23 km al sur de Edirne, aproximadamente 64 km al suroeste de la frontera triple entre Grecia, Turquía y Bulgaria, 110 km al norte de Alejandrópolis, al norte de Didymoticho y a 460 km de distancia de Tesalónica. Orestiada se halla sobre la carretera GR-51/E85, que antiguamente discurría a través de la ciudad y en la actualidad se encuentra desviada un kilómetro hacia el oeste.

## Historia
En la zona en la que se encuentra la ciudad ya había en la Antigüedad un pequeño asentamiento que, según la leyenda, fue fundado por Orestes, hijo de Agamenón y Clitemnestra. La antigua Orestiada se encuentra en la actual Turquía, al otro lado del Evros. Nea Orestias o Nueva Orestiada fue fundada en 1922, cuando se produjo el intercambio de población entre Turquía y Grecia, en el que el río Evros pasaba a convertirse en la nueva frontera entre los dos países. El sitio de la Orestiada original fue fundado hace cerca de 3000 años.

## Economía
Orestiada cuenta con una estación de tren, un centro médico, una filarmónica y un coro. También dispone de una fábrica de azúcar a las afueras, que procesa las remolachas que allí se cultivan. También se cultivan espárragos, patatas, tabaco, sandías y maíz. Además, el fondo ganadero local proporciona impulso a la ciudad y a toda la zona, que se encuentra en una posición económicamente estratégica.

## Educación
En 1999, Orestiada se convirtió en la cuarta ciudad en albergar facultades de la Universidad Demócrito de Tracia. Las facultades con sede en Orestiada son la Facultad de Desarrollo Rural y la Facultad de Silvicultura, Gestión del Medio Ambiente y Recursos Naturales. Ambos estudios tienen cinco años en su currículum. En la ciudad viven más de 800 estudiantes.